# Guangzhou Chimelong Tourist Resort
Pour les articles homonymes, voir Chimelong (homonymie).
Guangzhou Chimelong Tourist Resort est un complexe de loisirs chinois situé à Canton (ou Guangzhou, chinois simplifié : 广州市 ; chinois traditionnel : 廣州市 ; pinyin : guǎngzhōu shì ; cantonais Jyutping : gwong²zau¹ si⁵), la capitale de la province du Guangdong dans le sud de la république populaire de Chine. Il comprend des parcs de loisirs : un parc à thème, deux parcs zoologiques, un parc aquatique et un cirque. Ils sont gérés par Chimelong Group.
En 2014, Chimelong Group société propriétaire du domaine, entre à la neuvième place des dix plus importantes sociétés de parcs de loisirs. Avec une augmentation de 59,9 %, le nombre de touristes du groupe passe de 11 672 000 visiteurs en 2013 à 18 659 000 en cette année.

## Parcs et attractions

### Parc de loisirs (Chimelong Paradise)
Chimelong Paradise, le parc phare du complexe de loisirs, est l'un des parcs à thème les plus grands et les plus populaires de Chine et compte plus de soixante attractions. Sa date d'ouverture est le 12 avril 2006.

### Parc aquatique (Chimelong Waterpark)
Inauguré en 2007, Chimelong Waterpark est le parc aquatique le plus visité au monde,.

### Parc zoologique (Chimelong Safari Park)
Ouvert le 26 décembre 1997, Chimelong Safari Park est un vaste parc safari et parc zoologique.

### Parc aux oiseaux (Chimelong Birds Park)
Chimelong Birds Park est un parc zoologique présentant principalement des oiseaux.

### Cirque international (Chimelong International Circus)
Les représentations du cirque international de Chimelong ont lieu tous les jours dans le grand théâtre couvert du complexe touristique,.

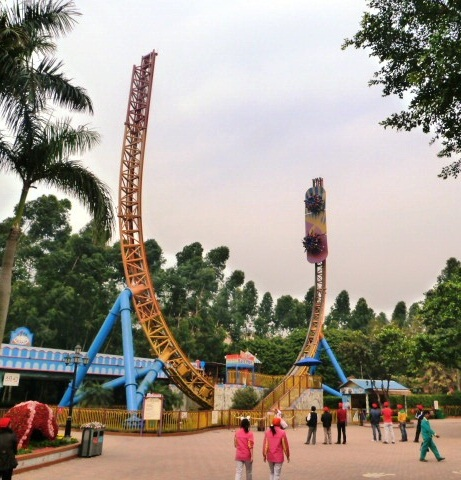
Chimelong Paradise
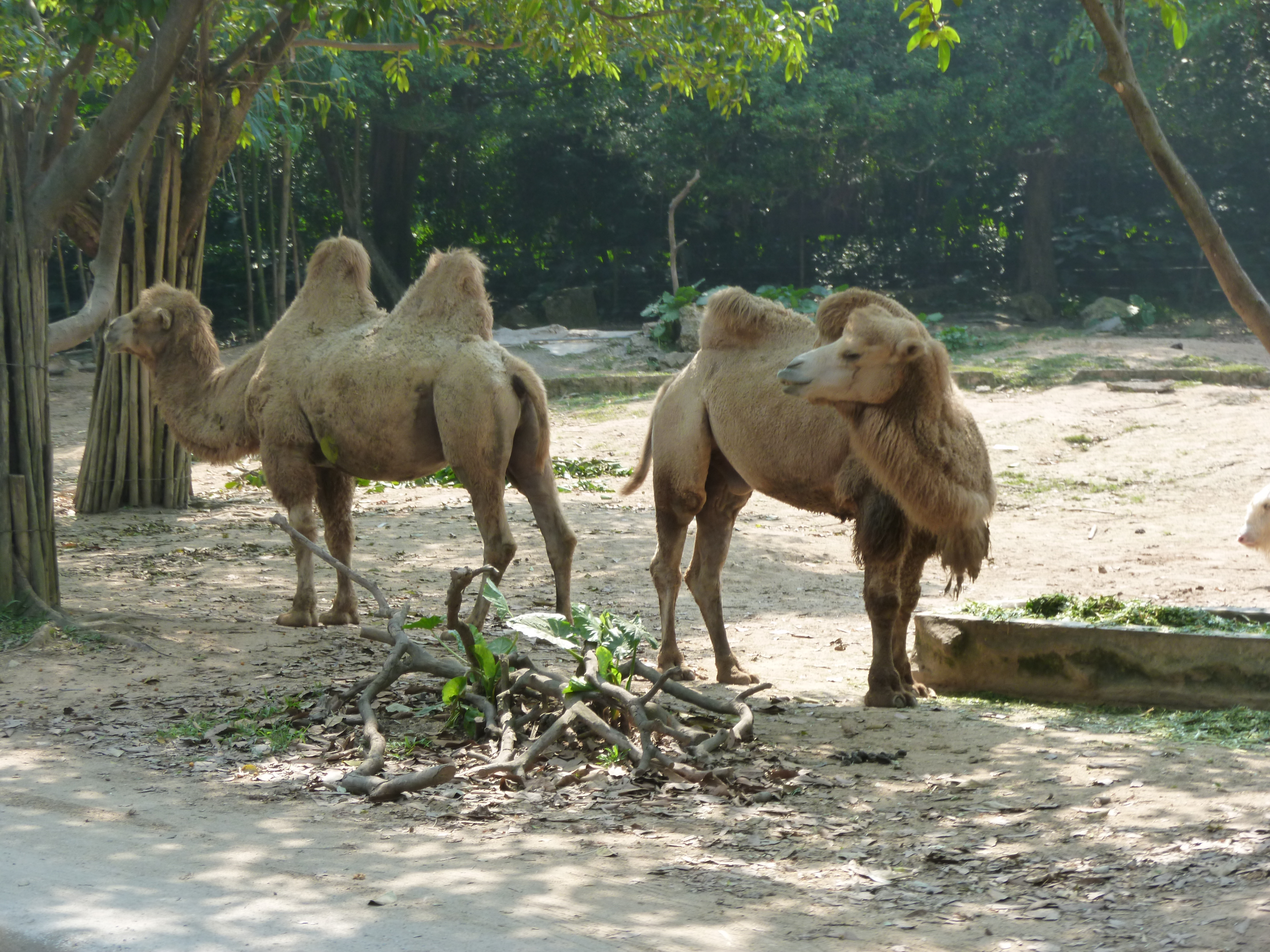
Chimelong Safari Park
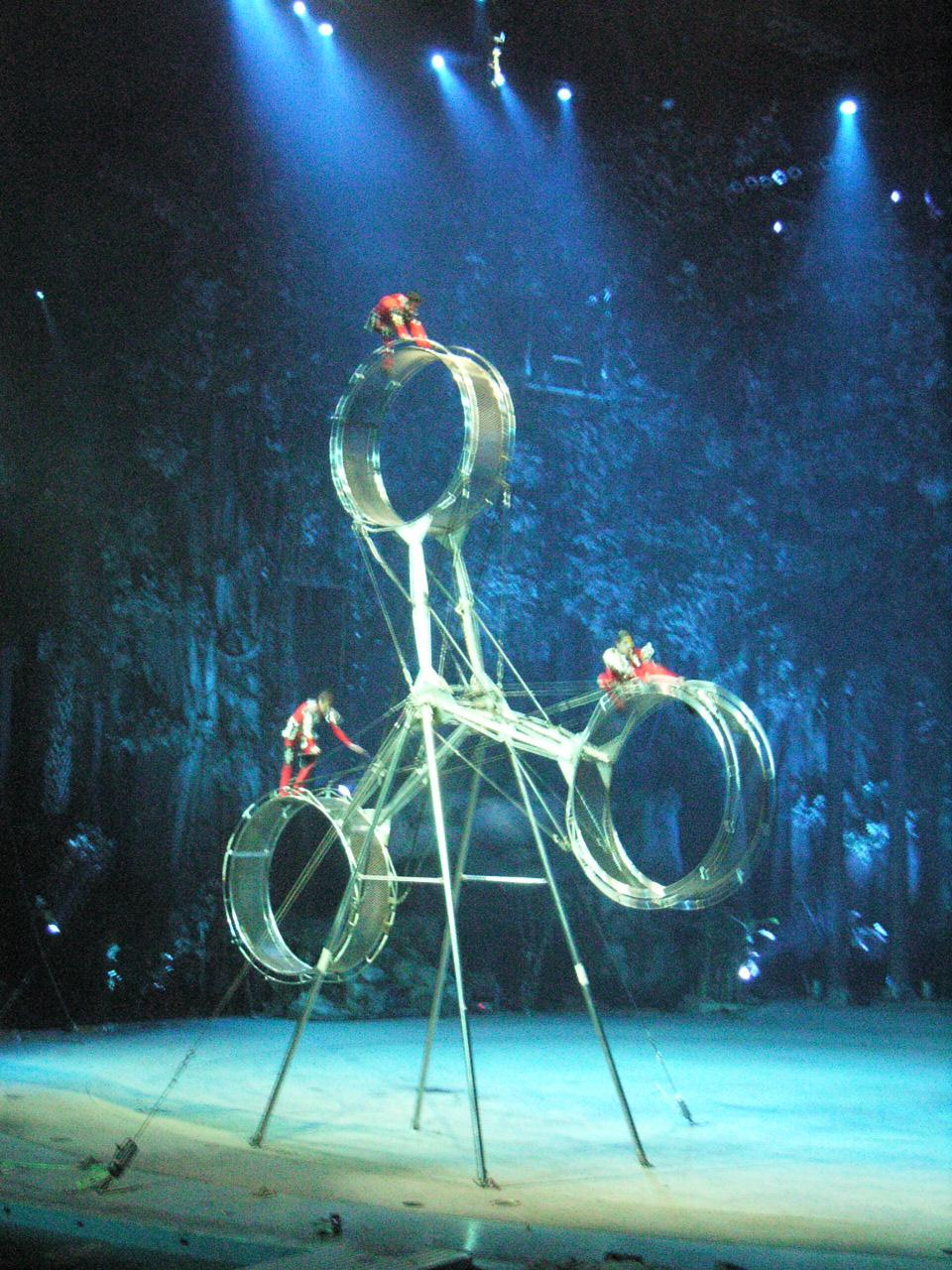
Chimelong International Circus

## Hôtels
Le resort comprend trois hôtels :

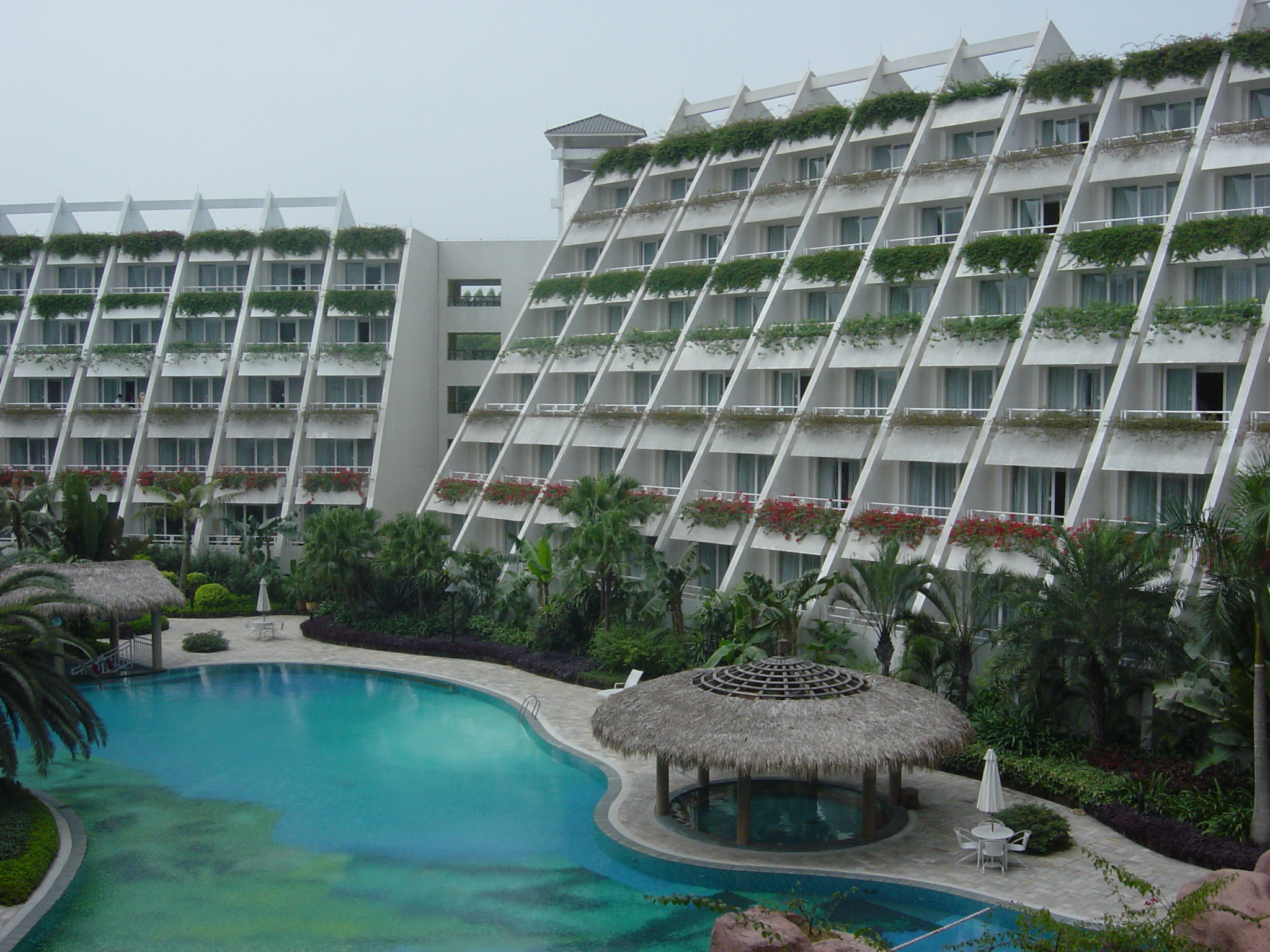
Chimelong Hotel

- Chimelong Hotel - Le principal hôtel du complexe hôtelier avec 1 500 chambres et suites à thème et neuf points de restauration (2001).
- Chimelong Panda Hotel - 1 500 chambres sur le thème d'un dessin animé chinois sur des pandas triplés.
- Panyu Xiangjiang Hotel - 150 chambres et salles de réunion polyvalentes